# Dome Karukoski
Dome Karukoski (Nicósia, Chipre, 29 de dezembro de 1976) é um premiado diretor de cinema, roteirista, ator e produtor de cinema finlandês de origem cipriota que se tornou internacionalmente conhecido por filmes como Heroes of the Arctic Circle e artista cinematográfico biografias como Tom da Finlândia e Tolkien.
Dome Karukoski, nascido no Chipre em 1976, é filho de uma mãe finlandesa, Ritva Karukoski, que trabalha como jornalista, e do ator americano George Dickerson. Quando Dome Karukoski tinha cinco anos, a família mudou-se do Chipre para a Finlândia. Karukoski cresceu multilíngue. Em 1999, ele foi selecionado como um dos três alunos da Universidade de Arte e Design de Helsinque para se especializar em direção.
Desde 2003, Dome Karukoski trabalhou na indústria cinematográfica em vários cargos, incluindo: como diretor de cinema, roteirista ou produtor: ocasionalmente também atua como ator. No início da carreira realizou curtas-metragens como Verenperintö e Käytösrangaistus, e desde 2005 também trabalha para o grande ecrã. Depois de sua estreia no cinema, The Girl and the Rapper, ele filmou outro drama com The Home of Dark Butterflies. Em 2010, Karukoski dirigiu a comédia romântica Heroes of the Arctic Circle. Outro drama cômico foi lançado em 2014, Coffee with Milk and Stress. Em 2017, ele ganhou o Prêmio FIPRESCI por seu filme Tom da Finlândia no Festival Internacional de Cinema de Gotemburgo.
Em 3 de maio de 2019, seu drama Tolkien com Nicholas Hoult e Lily Collins estreou nos cinemas da Finlândia. 